# Leather Jackets
Leather Jackets er det tyvente studiealbum af den britiske sangeren Elton John. Det blev produceret af Gus Dudgeon og blev udgivet i 1986.

## Sporliste
Alle sange er skrevet af Elton John og Bernie Taupin, medmindre andet er angivet.
| #   | Titel                                  | Sangskriver(e)                          | Længde |
| --- | -------------------------------------- | --------------------------------------- | ------ |
| 1.  | "Leather Jackets"                      |                                         | 4:10   |
| 2.  | "Hoop of Fire"                         |                                         | 4:14   |
| 3.  | "Don't Trust That Woman"               | Cher, Lady Choc Ice                     | 4:58   |
| 4.  | "Got It Alone"                         |                                         | 4:26   |
| 5.  | "Gypsy Heart"                          |                                         | 4:46   |
| 6.  | "Slow Rivers" (duet med Cliff Richard) |                                         | 3:06   |
| 7.  | "Heartache All Over the World"         |                                         | 4:01   |
| 8.  | "Angeline"                             | Elton John, Bernie Taupin, Alan Carvell | 3:55   |
| 9.  | "Memory of Love"                       | Elton John, Gary Osborne                | 4:08   |
| 10. | "Paris"                                |                                         | 3:58   |
| 11. | "I Fall Apart"                         |                                         | 4:00   |